# Battle Carnival
Battle Carnival — компьютерная игра в жанре массового многопользовательского шутера от первого лица, разработана и издана компанией Zepetto в 2016 году, в России и СНГ стала доступна на игровой платформе GameNet в том же году. Игра распространяется по free-to-play модели.
В Battle Carnival 12 игровых персонажей, у каждого из которых есть собственная история, пассивные и активные умения, а также уникальное вторичное оружие. Каждый персонаж имеет разное количество максимального здоровья и может либо быстро передвигаться, либо бесшумно ходить.
Впервые о выходе игры на территории стран СНГ стало известно в августе 2016 года. А уже в сентябре прошел первый стресс-тест игры, ставший первым этапом тестирования, в котором приняли участие простые игроки. Далее следовали ещё несколько этапов тестирования, после которых, во время проведения Альфа-теста игра была представлена на выставке Игромир. 16 декабря 2016 года стартовал финальный этап тестирования, который был направлен на проверку перевода и адаптации текста, а также тестирование игровых механик.
14 декабря 2016 года в 11:00 игра вышла в открытое бета-тестирование и стала доступна всем желающим.
1 октября 2018 русскоязычная версия игры закрылась из-за прекращения поддержки локализованных версий командой разработчиков.

## Актёры озвучивания
| Имя         | Актер озвучивания   |
| ----------- | ------------------- |
| Cindy       | Элиза Мартиросова   |
| Bigboy      | Петр Иващенко       |
| Killjoy     | Даниил Эльдаров     |
| Natasha     | Татьяна Шитова      |
| Queen       | Полина Щербакова    |
| Papi        | Сергей Вострецов    |
| Phoenix     | Юрий Деркач         |
| Rhino       | Владимир Антоник    |
| The Lady    | Ольга Зубкова       |
| Rumble Jack | Никита Прозоровский |
| Jimmy King  | Кирилл Радциг       |
| Veronica    | Марьяна Спивак      |
| Karas       | Неизвестно          |